# Imbert de La Platière

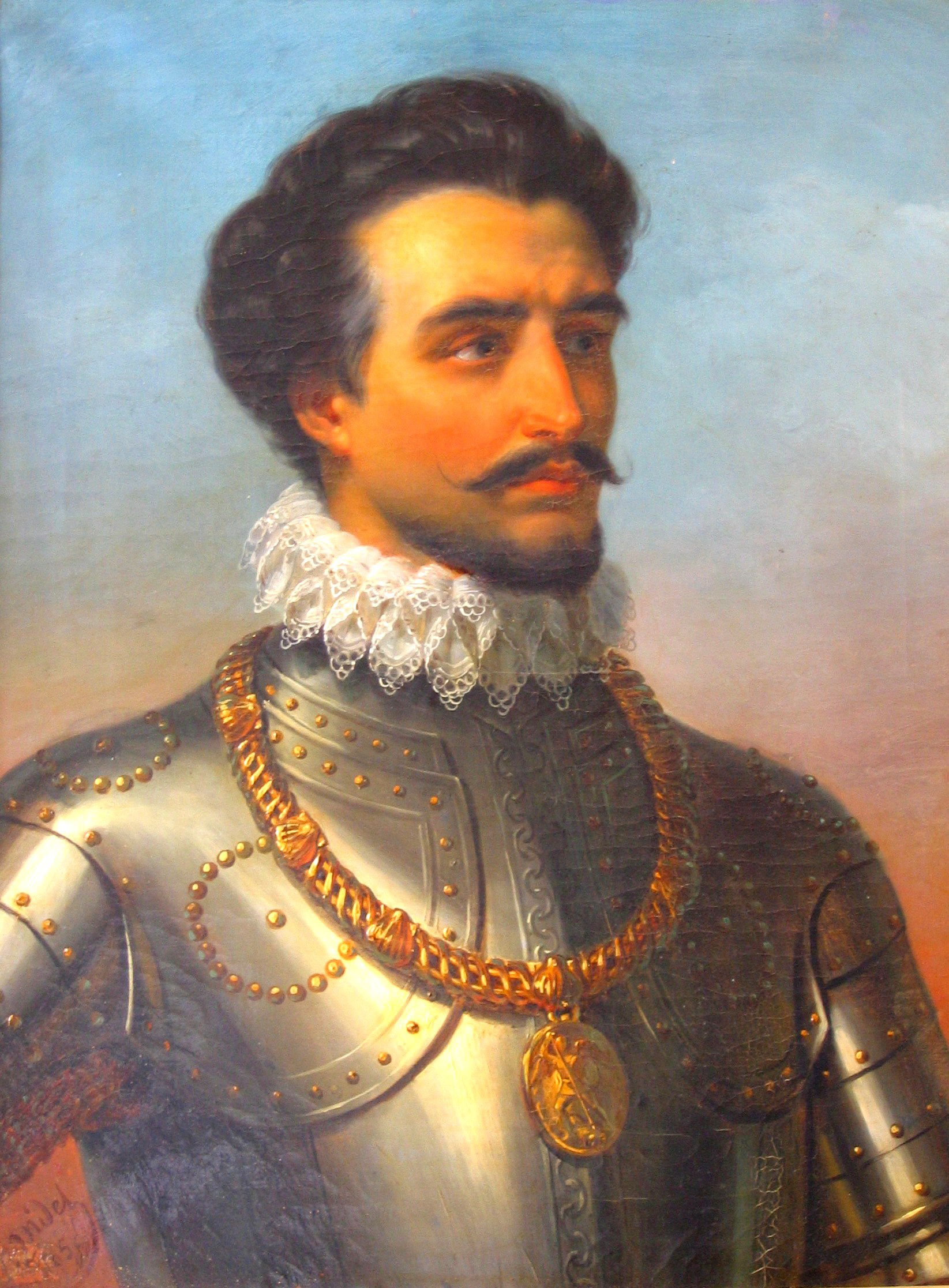
Imbert de la Platière de Bourdillon, Porträt von Merry-Joseph Blondel, 1835, Schloss Versailles

Imbert de La Platière de Bourdillon († 4. April 1567 in Fontainebleau) war ein französischer Adliger und Militär. Er wurde 1564 zum Marschall von Frankreich ernannt und nannte sich ab dann Maréchal de Bourdillon.
Er besaß er die Herrschaften Bourdillon, Fresnay, Montigny, Saint-Aubin, Saint-Sulpice und Époisses. Zudem ist er zu unterscheiden von seinem Onkel Imbert de La Platière de Bourdillon, der von 1513 bis 1519 Bischof von Nevers war.

## Leben
Imbert de La Platière war der zweite Sohn von Philibert II. de La Platière, Seigneur de Bordes († 1499), und Anne de Jaucourt, Dame de Marault. Er kämpfte am 11. April 1544 in der Schlacht von Ceresole im Korps des Comte d’Enghien. Nachdem er am 27. April 1545 auf Empfehlung des (späteren) Admirals Châtillon das Amt des Bailli des Auxois übernommen hatte, wurde er nacheinander Premier Écuyer des Dauphin (der zukünftige König Heinrich II.), Lieutenant der Kompanie des Herzogs von Nevers und Capitaine von 50 Ordonnanzsoldaten.
Am 6. April 1547 wurde er zum Lieutenant-général in der Champagne und im Brie während der Abwesenheit des Herzogs von Nevers ernannt. 1548 folgte er Essex auf dessen schottischer Expedition.
Der König beauftragte Bourdillon im April 1551, den jungen Herzog von Lothringen nach Reims zu bringen, den Heinrich II. an seinem Hof zu erziehen für ratsam hielt. Im August 1552 wurde er zum Maréchal de camp ernannt, um in der lothringischen Armee unter dem Connétable zu dienen, er befehligte 200 Soldaten, die dem Herzog von Aumale geschickt wurden, der den König um diese Verstärkung gebeten hatte: Albrecht von Brandenburg besiegte den Herzog von Aumale bei Toul, vor der Ankunft dieser Hilfe. Bourdillon trat im folgenden Oktober von der Lieutenance der Champagne zurück.
1554 wurde er mit seiner Ordonnanzkompanie in die Umgebung von Mézières gesandt, um den Gegner zu vertreiben. Nach der am 10. August 1557 verlorenen Schlacht bei Saint-Quentin rettete er ein Drittel der Armee. Am 6. Januar 1558 nahm er an der Sitzung der Generalstände in Paris teil, später an der Belagerung von Thionville, das am 22. Juni kapitulierte. Danach schickte der König Bourdillon zum Reichstag von Augsburg, der am 25. Februar 1559 stattfand.
Am 31. März 1559 wurde er nach dem Rücktritt des Marschalls Brissac zum Gouverneur und Lieutenant-général de-là les monts, d. h. der Markgrafschaft Saluzzo und der fünf piemontesischen Städte (Turin, Chieri, Pinerolo, Chivasso und Villanova d’Asti, die Frankreich aufgrund des Vertrags von Cateau-Cambrésis vom 3. April 1559 auf drei Jahre besetzen durfte) ernannt. Er kommandierte dort bis zur Rückgabe dieser Orte, die am 12. Dezember 1562 dem Herzog von Savoyen gegen den Rat und trotz der wiederholten Vorhaltungen Bourdillons (z. B. am 15. September 1562) zurückgegeben wurde.
Nachdem François de Scépeaux de Vieilleville auf Empfehlung des Herzogs von Guise am 21. Dezember 1562 die Nachfolge des Marschalls Saint André erhalten hatte, ernannte der König Bourdillon zur Entschädigung am 22. Dezember 1562 zum (außerordentlichen) Marschall von Frankreich mit der Maßgabe, dass dieses Amt mit dem ersten freien Marschallstab wieder aufgehoben werde. Der Marschall Bourdillon leistete den zugehörigen Amtseid am 10. April 1563. Nach dem Tod des Marschalls Brissac († 31. Dezember 1563) wurde er dann am 6. April 1564 dessen Nachfolger.
Er diente bei der Belagerung von Le Havre, das am 28. Juli 1563 kapitulierte. 1564 sandte man ihn nach Guyenne, als dort Unruhen ausbrachen. 1565 nahm er an der Bayonner Zusammenkunft (15. Juni bis 2. Juli) der Königinmutter Caterina de’ Medici, des jungen Königs von Frankreich mit beider Tochter bzw. Schwester, der Königin von Spanien, und dem Herzog von Alba teil.
Er starb am 4. April 1567 in Fontainebleau und wurde am 7. Juni in der Kirche von Époisses bestattet (er hatte die Herrschaft 1561 vom Herzog von Nemours erworben).

## Ehen
Mit Ehevertrag vom 13. und 14. September 1546 heiratete er Claude Damas, Dame de Ragny, Tochter von Charles Damas, Seigneur de Breves, und Philippe de Damas-Digoine, Witwe von Girard de la Magdelaine, Bailli d’Auxois, dessen Nachfolger er im Jahr zuvor geworden war. Sie brachte die Herrschaft Songy in die Ehe ein und starb 1558, während ihr Ehemann im Auftrag des Königs in Deutschland war.
Mit Ehevertrag vom 15. April 1561 heiratete er in zweiter Ehe Françoise de Birague, einzige Tochter von René de Birague, Kanzler von Frankreich, und Valentina Balbiano; sie heiratete in zweiter Ehe Jean de Laval-Montmorency († 1578) und in dritter Ehe Jacques d’Amboise, Comte d’Aubijoux (X 1587).
Beide Ehen blieben ohne Kinder.